# Costituzione di Andorra
La Costituzione di Andorra è la legge fondamentale del Principato di Andorra. 
Essa consta di un preambolo, nove Titoli, due disposizioni addizionali, tre transitorie, una derogatoria e una finale. I Titoli II e IV si suddividono a loro volta rispettivamente in sette e quattro Capitoli.
L'articolo 3 di tale Costituzione, al primo comma, indica che: 

## La creazione e l'entrata in vigore della Costituzione dell'Andorra
La Costituzione del Principato di Andorra fu approvata il 2 febbraio 1993 dal Consell General, e il successivo 14 marzo fu sottoposta a un referendum popolare con esito positivo. Il testo della Costituzione fu poi revisionato e promulgato dai due Coprincipi (all'epoca François Mitterrand, presidente della Repubblica francese, e Joan Martí Alanis, vescovo della diocesi di Urgell). 
La promulgazione della Costituzione avvenne il 28 aprile 1993 attraverso la sua pubblicazione sul Butlletí Oficial del Principat d’Andorra (la gazzetta ufficiale dello Stato).

## Curiosità

Moneta commemorativa di Andorra del 2018

Nel 2018 è stata coniata una moneta commemorativa da 2 euro per il 25º anniversario della Costituzione di Andorra.